# Juan Soto (voetbalscheidsrechter)
Juan Ernesto Soto Arevalo (Caracas, 14 oktober 1977) is een Venezolaans voormalig voetbalscheidsrechter. Hij was in dienst van FIFA en CONMEBOL tussen 2005 en 2021. Ook leidde hij tot 2023 wedstrijden in de Primera División.
Op 18 augustus 2005 debuteerde Soto in continentaal verband tijdens een wedstrijd tussen Trujillanos en Mineros Guayana in de eerste ronde van de Copa Sudamericana; het eindigde in 3–1 en de Venezolaanse scheidsrechter gaf zes gele kaarten en een rode. Zijn eerste interland floot hij op 14 oktober 2009, toen Peru met 1–0 won van Bolivia in een kwalificatiewedstrijd voor het WK 2010. Tijdens dit duel gaf Soto zes gele kaarten, waarvan twee aan dezelfde speler. Daarnaast deelde hij ook een directe rode kaart uit.
In mei 2022 werd hij gekozen als een van de videoscheidsrechters die actief zouden zijn op het WK 2022 in Qatar.

## Interlands
| Datum            | Plaats               | Wedstrijd         | Uitslag | Competitie           | Kreeg geel | Kreeg voor de tweede keer geel en dus rood | Weggestuurd |
| ---------------- | -------------------- | ----------------- | ------- | -------------------- | ---------- | ------------------------------------------ | ----------- |
| 14 oktober 2009  | Mendoza, Argentinië  | Peru – Bolivia    | 1 – 0   | WK 2010 kwalificatie | 5          | 1                                          | 1           |
| 5 juli 2011      | San Juan, Argentinië | Chili – Mexico    | 2 – 1   | Copa América 2011    | 5          | 0                                          | 0           |
| 3 september 2011 | Lima, Peru           | Peru – Bolivia    | 2 – 2   | Vriendschappelijk    | 7          | 0                                          | 0           |
| 7 september 2012 | Quito, Ecuador       | Ecuador – Bolivia | 1 – 0   | WK 2014 kwalificatie | 4          | 0                                          | 0           |